# Pollenia solitaria
Pollenia solitaria är en tvåvingeart som beskrevs av Grunin 1970. Pollenia solitaria ingår i släktet vindsflugor, och familjen spyflugor. Inga underarter finns listade i Catalogue of Life.